# Délfor Medina
Délfor Luis Medina (Buenos Aires; 3 de septiembre de 1928-4 de noviembre de 2006) fue un actor argentino.

## Biografía
Luego de estudiar actuación, debutó en 1951 en Petit Café, con Analía Gadé. 
Como cantante lírico interpretó óperas y operetas en el Teatro Argentino de La Plata. 
En 1952 incursionó en la comedia musical en Ladroncito de mi alma, con Lolita Torres, después Simple y maravilloso, donde secundó a Osvaldo Miranda. También participó en Can-Can, Mame y El hombre de La Mancha, La casta Susana y reemplazó a José Cibrián en Mi bella dama. 
En 1957 es convocado por Raúl Gaynal para participar en Alta política, con Gloria Ugarte. Luego integró los elencos de filmes como Fin de fiesta, Prisioneros de una noche, Hombre de la esquina rosada, etc., donde cumplió breves roles.
A partir de la década de 1960 comenzó a incursionar en televisión en ciclos como La tuerca, con Nelly Láinez; Viendo a Biondi, con Pepe Biondi; La revista de Dringue, con Dringue Farías y El Circus Show de Carlitos Balá. En las décadas siguientes fue figura de los teatros de revista, género que dejó en los años 1990. 
En 1982 fue convocado para participar en la segunda versión de La tuerca, con los mismos actores, y a mediados de esta década acompañó a Alberto Olmedo en No toca botón y a Jorge Porcel en Las gatitas y ratones de Porcel.
Participó en 22 títulos. En cine fue encasillado en papeles cómicos, al igual que en la televisión, participando en películas picarescas como El gordo catástrofe o Las muñecas que hacen ¡pum! En 1980 tuvo un pequeño papel en Gran valor, con Juan Carlos Calabró y, prácticamente, durante toda la década de 1980 apareció en filmes protagonizados por Olmedo y Porcel como Las mujeres son cosa de guapos, Amante para dos, Mirame la palomita, entre otras. En 1993 participó en Maestro de pala; luego de un largo alejamiento de los medios participó de Los inquilinos del infierno, de Juan Cruz Varela y Damián Adalberto Leibovich, donde interpretó a Martin. Realizó sus últimos trabajos en televisión en 2004 en Sin código y en teatro, dirigido por Dionisio Riol en La viuda alegre, donde compuso un papel dramático. En teatro El Acompañamiento, con Julio Gini  desde el año 2001 al 2003 con producción de José Valle, en gira por todo el país y Paraguay. Shows musicales en la Esquina Homero Manzi del 2003 al 2006: Patio de tango con María Alexandra, Hugo Migliori y su orquesta y Gaby «la voz sensual del tango», Por las calles del recuerdo con la orquesta de Guillermo Meres y la cantante Gaby, En nombre del padre con Hugo del Carril y las Guitarras de los Benítez, y Look Tango con la cantante Gaby, Hugo del Carril, Francisco Llanos, Calígula, Silvia Peyrou, Rafael Blanco, Quinteto Ventarrón y Carlos Galbán Trío.
Falleció de una infección el 4 de noviembre de 2006 en Buenos Aires a los 78 años.

## Filmografía
- Los inquilinos del infierno (2004)
- Tachero Nocturno (1994)
- Maestro de pala (1993)
- Se pudrió todo (1992)
- Enfermero de día, camarero de noche (1990)
- Me sobra un marido (1987)
- Las minas de Salomón Rey (1986)
- Camarero nocturno en Mar del Plata (1986)
- El telo y la tele (1985)
- Miráme la palomita (1985)
- Los reyes del sablazo (1984)
- Te rompo el rating (1981)
- Amante para dos (1981)
- Las mujeres son cosa de guapos (1981)
- Gran valor (1980)
- La noche viene movida (1980)
- Las muñecas que hacen ¡pum! (1979)
- El gordo Catástrofe (1977)
- Balada para un mochilero (1971)
- Los viciosos (1962)
- Hombre de la esquina rosada (1962)
- Prisioneros de una noche (1962)
- Chafalonías (1960)
- Fin de fiesta (1960)
- Alta política (inédita - 1957)

## Video
- Hay fiesta en el conventillo (1989)

## Televisión
- Porcel para todos (1980)